# Lemniscomys striatus
Lemniscomys striatus là một loài động vật có vú trong họ Chuột, bộ Gặm nhấm. Loài này được Linnaeus mô tả năm 1758.

## Hình ảnh

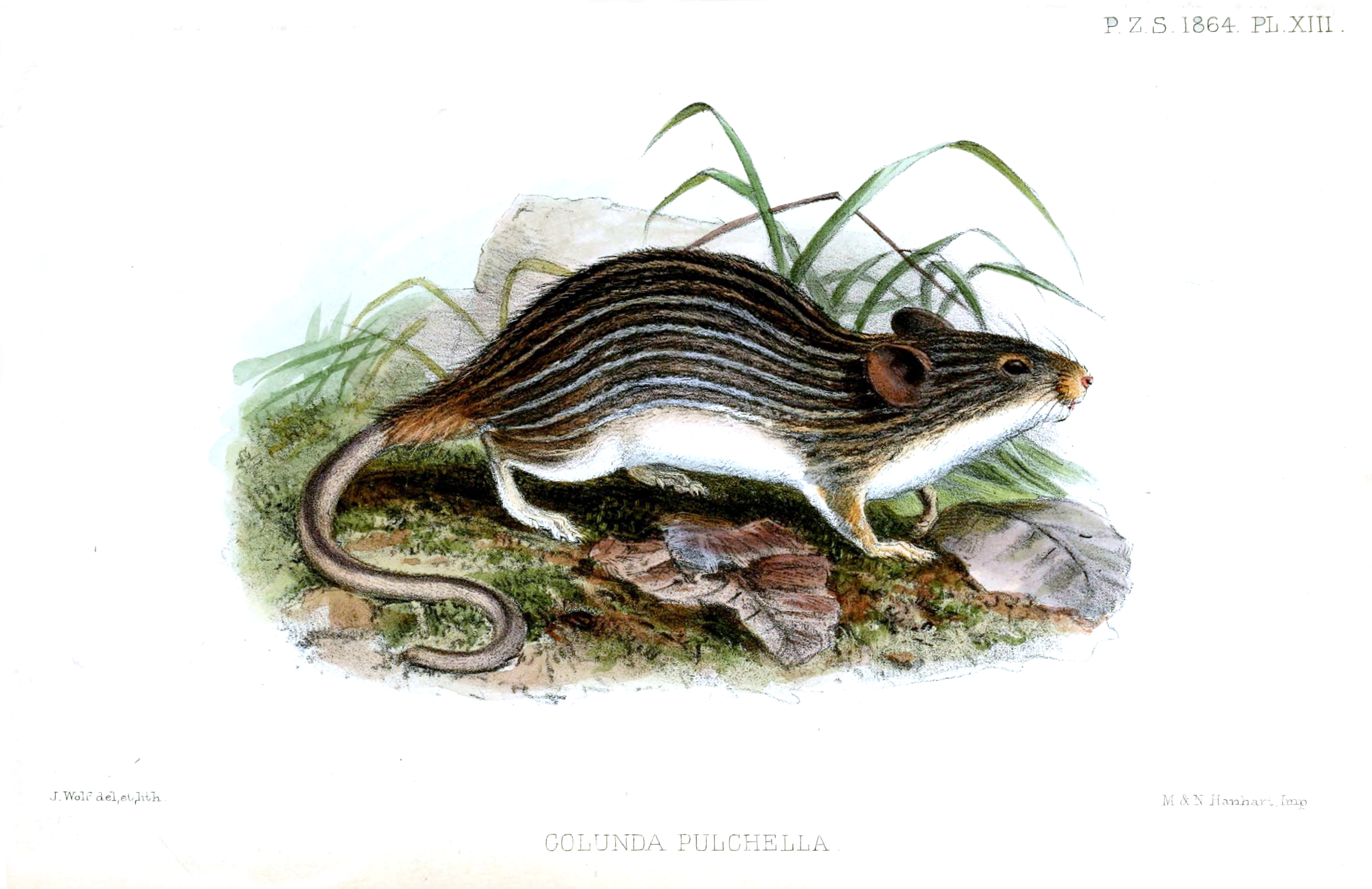
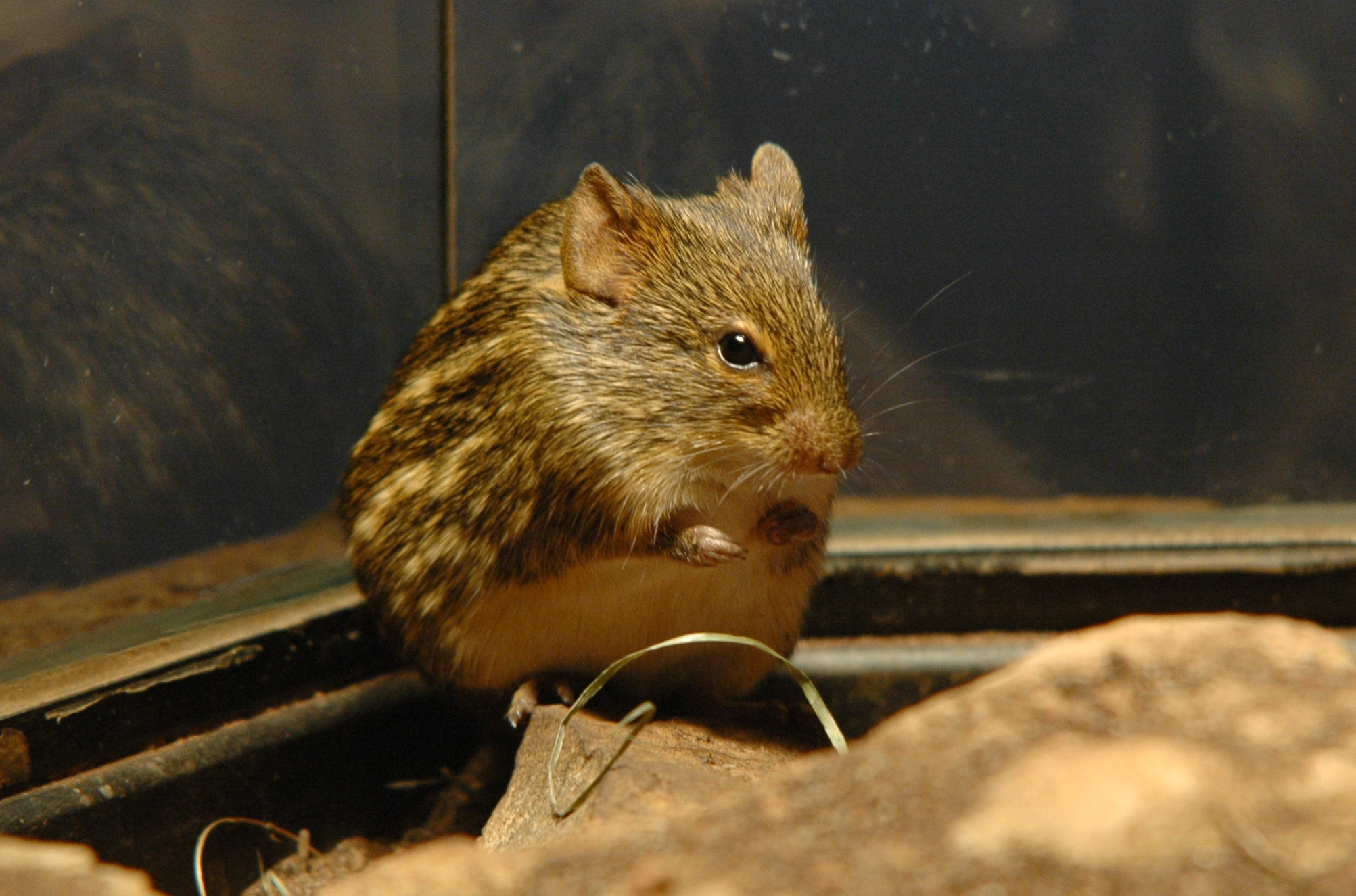
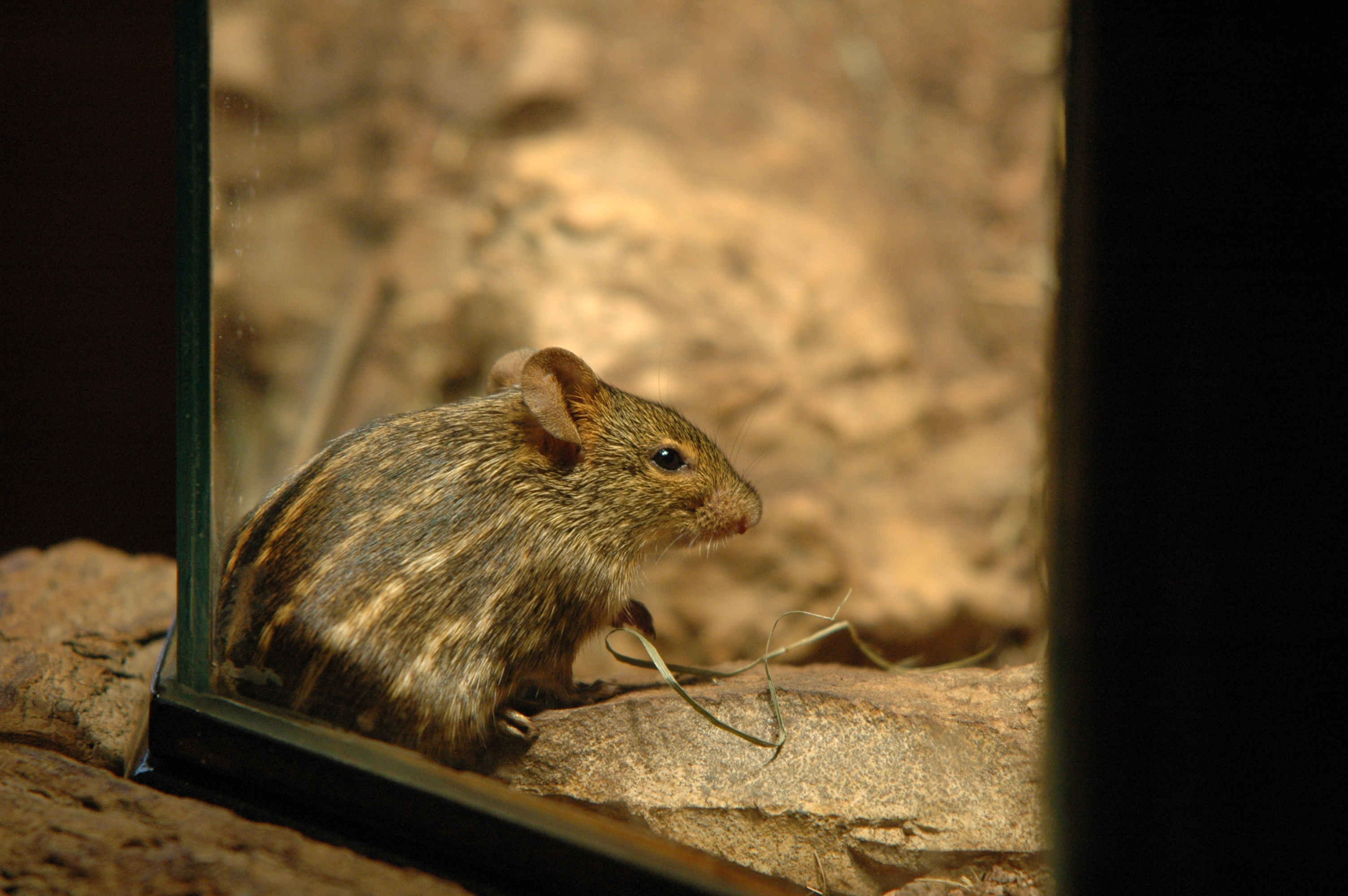